# Antechinus
Antechinus es un género de marsupiales dasiuromorfos de la familia Dasyuridae conocidos vulgarmente como antequinos o ratones marsupiales dentones. Se conocen 13 especies propias de Australia y Tasmania.

## Hábitat y distribución
El antequino bruno (A. swainsonii), el antequino de Godman (A. godmani) y el antequino canela (A. leo) habitan terrenos con vegetación abundante, la primera de ellas en Tasmania y el sureste de Australia, la segunda en el noreste de Queensland y la tercera en la península de Cabo York.
Las poblaciones de antequino de pies amarillos (A. flavipes), pueden hallarse en una amplia variedad de terrenos poblados de árboles o arbustos, en el este y sur de Australia.
El antequino pardo (A. stuarti), también demuestra esa capacidad de aprovechamiento de recursos, y su área de distribución es aún más amplia que la de la anterior especie, abarcando desde Queensland hasta Victoria y las regiones orientales de Nueva Gales del Sur.
El antequino palustre (A. minimus) habita terrenos desarbolados de la costa sudoriental de Australia, Tasmania y las islas de Bass Strait. También el antequino gamuza (A. bellus) prefiere terrenos despejados, ocupando amplias extensiones de sabana tropical en el Territorio del Norte, en Australia.
Recientemente se han descrito tres nuevas especies de antequino: Antechinus mysticus que vive al norte de Queensland y de Nueva Gales del Sur, en las zonas costeras, Antechinus argentus que vive al sudeste de Queensland, en el parque nacional Cumbres Kroombit, y Antechinus arktos que vive al sudeste Queensland y el  nordeste de Nueva Gales del Sur, en zonas de gran altitud del parque nacional Springbrook.

## Características
Todas las especies, desde las de mayor envergadura como el antequino de Swainson (A. swainsonii), a las de menor como el antequino palustre (A. minimus) presentan marcado dimorfismo sexual en cuanto a talla se refiere, pudiendo alcanzar los machos más del doble de peso que las hembras.
El pelo es corto, denso y áspero, más claro en las regiones ventrales donde puede ser blanco, grisáceo o cremoso, mientras que en las dorsales varía según las especies e incluso la localización geográfica desde rubio pajizo a cobrizo y desde gris claro a prácticamente negro.
La cabeza es pequeña, alargada y con el hocico acuminado. Los ojos son redondos y negros. Las orejas son de tamaño variable según la especie y desnudas como la nariz, con mucosas de distintos tonos según la capa.
Las extremidades son de apoyo plantígrado y cuentan con almohadillas plantares estriadas, más evidentes en las especies con hábitos semiarborícolas como el antequino de pies amarillos (A. flavipes), mientras que en especies de hábitos terrícolas, las almohadillas son pequeñas y las estrías poco patentes. A las especies arborícolas, las uñas curvas y afiladas de los dedos les son útiles para trepar a los árboles, mientras que en las terrestres, como es el caso de A. minimus y A. swainsonii, las de las manos están fuertemente desarrolladas para excavar.
La cola puede alcanzar la misma longitud del cuerpo en algunas especies, aunque lo normal es que sea más corta. Está cubierta de pelo corto y ralo del mismo color que la generalidad del cuerpo.
El marsupio es evidente durante la época de cría en la mayoría de las especies aunque algunas de ellas como A. stuartii no lo presentan o como en A. flavipes, se reduce a simples pliegues de la piel alrededor de las mamas. Estas varían en número de un ejemplar a otro, normalmente entre cuatro y doce.

## Dieta
La base de la dieta de estas especies son grandes artrópodos entre los que se encuentran fundamentalmente escarabajos, arañas o cucarachas, así como otros invertebrados tales como langostas y saltamontes, lombrices de tierra.
No es extraño que incluyan en su dieta pequeños vertebrados a los que dan caza ferozmente para devorarlos a gran velocidad. Entre ellos destacan crías y especies de pequeño tamaño de aves, reptiles y mamíferos, especialmente ratones.
A algunos individuos de diversas especies se les ha visto alimentándose además de diversos recursos de naturaleza vegetal, incluido el polen.
Son animales extremadamente voraces, con un metabolismo muy activo que requiere la ingesta diaria de hasta el 60 % de su peso.

## Reproducción
La época de apareamiento varía en función de la localización geográfica de la población estudiada, concentrándose entre un par de semanas y unos pocos meses, normalmente en los meses del otoño e invierno austral, y sólo se reproducen una vez al año.
La gestación dura cuatro o cinco semanas en la mayoría de las especies, al término de las cuales nacen normalmente un número de crías superior al de mamas disponibles, por lo que no todas alcanzarán a tiempo un pezón al que aferrarse para completar el desarrollo post-embrionario. Las que lo consiguen, permanecen aferradas a él durante tres o cuatro meses, aunque permanecen con la madre durante unas semanas una vez finalizado.
Los individuos del género Antechinus, alcanzan la madurez sexual entre los ocho y once meses.

### Muerte por estrés sexual
Los machos de estas especies, como ocurre en otras especies de la familia, mueren después de la época de celo debido al estrés ocasionado por la competición y las agresiones entre ellos por conseguir aparearse y la hiperactividad a que están sometidos durante la época de cría. El estrés parece anular la capacidad inmunitaria de los animales asistiéndose a procesos parasitarios hemáticos e intestinales así como a infecciones recurrentes que acaban con la vida del animal.
Las hembras, suelen morir al llegar el invierno e independizarse sus camadas, aunque una minoría logra sobrevivir un segundo año.
Se ha comprobado en machos de A. swainsonii que cuando es capturado después de la época de celo, muere a la vez que los machos de su población que quedan en libertad, pero cuando la captura tiene lugar antes de la misma, el macho puede vivir más de dos años y medio en cautividad.
En esta especie además del estrés provocado por las relaciones con sus congéneres de ambos sexos, se ha comprobado que el macho no se alimenta durante la época de apareamiento, lo que colabora a la debilitación del sistema inmunitario.

## Comportamiento
El comportamiento observado en libertad en las distintas especies presenta algunas variaciones notables de unas especies a otras.
Son animales solitarios que sólo mantienen relaciones entre la pareja en época de celo y las madres con su prole, si bien, se ha observado que algunas poblaciones de determinadas especies como por ejemplo A. stuartii, al descender las temperaturas, individuos de ambos sexos se agrupan en nidos comunales que en ocasiones superan los 50 animales, sin que exista estabilidad en la ocupación de los mismos, lo que significa que no siempre están los mismos especímenes en el mismo nido.
Cuando el invierno es riguroso, estos pequeños marsupiales pueden entrar en un estado de sopor durante unas horas, que les permite descender sus requerimientos metabólicos.
Los individuos estudiados de A. swainsonii parecen tener territorios definidos a pesar de no mostrar un comportamiento puramente territorial. Tampoco son estrictos en este sentido los de A. stuartii cuyos machos, al comenzar la época de celo, parecen desistir de sus territorios para ocupar refugios comunitarios a los que las hembras, que continúan anidando solas, se acercan ocasionalmente.
Estos refugios son muy variopintos, desde grietas en las rocas a huecos en árboles y troncos caídos, incluso galerías abandonadas o como en el caso de A. minimus y A. swainsonii, entre otros, que pueden excavar ellos mismos.
Pasan en ellos la mayor parte de las horas de luz solar, ya que son más activos durante la noche, salvo las poblaciones establecidas en territorios de inviernos duros, en los que es frecuente ver activos ejemplares pertenecientes al género durante el día.
Existen especies terrestres como A. minimus y A. swainsonii, que no tienen grandes dotes como escaladores, ya que pasan la mayor parte del tiempo sobre tierra firme, especialmente la primera de ellas que habita territorios prácticamente desarbolados. No obstante, la mayoría de las especies son buenas escaladoras con costumbres arborícolas al menos parcialmente.

## Estado de conservación
Estas especies no se encuentran entre las más amenazadas, si bien dos de ellas están catalogadas por la UICN como próximas a la amenaza (LR/nt).